# NGC 6425
NGC 6425 је расејано звездано јато у сазвежђу Шкорпија које се налази на NGC листи објеката дубоког неба.
Деклинација објекта је - 31° 31' 48" а ректасцензија 17h 47m 0,0s. Привидна величина (магнитуда) објекта NGC 6425 износи 7,2. NGC 6425 је још познат и под ознакама OCL 1033, ESO 455-SC38.